# Ademaro di Spoleto
Ademaro di Spoleto (... – 1001) è stato un nobile italiano.

## Biografia
Ademaro è stato duca di Spoleto dal 998 e principe di Capua dal 1000. Prima della sua morte, perse entrambi i domini. Non è menzionato come duca di Spoleto dopo il dicembre 999.
Era il figlio di Balsamo, un chierico capuano. Fu educato alla corte di Ottone II, accanto al futuro imperatore Ottone III.
Per spezzare il potere di Ugo il Grande, margravio di Toscana, che era diventato duca di Spoleto, Ottone III nominò Corrado d'Ivrea come duca nel maggio 996. Nel dicembre 998, Ottone nominò il suo compagno d'infanzia Ademaro come duca. Ottone quindi lo portò a sud e marciarono su Capua, dove Laidolfo, principe regnante, fu rimosso dalla sua posizione per l'assassinio di suo fratello. Quindi marciarono su Napoli e portarono il duca Giovanni IV in cattività a Capua. Laidolfo, insieme a sua moglie Maria e Gaideris e Lando di Caiazzo, furono esiliati dalla città e Ademaro rimase in carica. Giovanni di Napoli fu riportato da Ottone in Germania. Nel 1000, Ademaro fu nominato principe ed entrò a Capua l'11 marzo. A luglio fu rimosso dai Capuani, che elessero invece Landolfo di Sant'Agata. Come principe, tuttavia, creò Atenulfo come conte di Aquino, inaugurando così quella dinastia.